# Węgry na igrzyskach paraolimpijskich
Węgry na igrzyskach paraolimpijskich – występy reprezentacji Węgier na igrzyskach paraolimpijskich.
Węgry zadebiutowały na igrzyskach paraolimpijskich podczas igrzysk w Heidelbergu w 1972 roku, kiedy to wystartowało pięciu reprezentantów kraju. W 1976 roku kadra liczyła dwóch zawodników, a na kolejnych igrzyskach Węgry nie były reprezentowane. Delegacja węgierska wróciła na stałe do igrzysk paraolimpijskich w 1984 roku. Reprezentanci tego kraju po raz pierwszy wzięli udział w zimowych igrzyskach paraolimpijskich w 2002 roku i startowali w dwóch kolejnych edycjach. Nieobecni byli na igrzyskach w Soczi, a wrócili w Pjongczangu. 
Węgrzy zdobyli łącznie 144 medale paraolimpijskie (31 złotych, 49 srebrnych, 64 brązowe). Wszystkie te medale zdobyli podczas letnich igrzysk. 
Cztery złote medale w pływaniu zdobył Attila Jeszenszky podczas igrzysk w 1984 roku. Jedynym sportowcem na świecie, który zdobył medale zarówno podczas igrzysk paraolimpijskich, jak i igrzysk olimpijskich jest węgierski szermierz Pál Szekeres, który zdobył brązowy medal na Letnich Igrzyskach Olimpijskich 1988, zanim został sparaliżowany po wypadku autobusowym i rozpoczął karierę paraolimpijską w szermierce na wózku inwalidzkim, która przyniosła mu sześć medali paraolimpijskich, w tym trzy złote.

## Medale

### Letnie igrzyska paraolimpijskie
| Igrzyska                             | Złote | Srebrne | Brązowe | Razem | Pozycja w klasyfikacji medalowej |
| Letnie Igrzyska Paraolimpijskie 1972 | 0     | 0       | 1       | 1     | 30.                              |
| Letnie Igrzyska Paraolimpijskie 1976 | 1     | 0       | 1       | 2     | 30.                              |
| Letnie Igrzyska Paraolimpijskie 1984 | 12    | 13      | 3       | 28    | 18.                              |
| Letnie Igrzyska Paraolimpijskie 1988 | 0     | 4       | 8       | 12    | 40.                              |
| Letnie Igrzyska Paraolimpijskie 1992 | 4     | 3       | 4       | 11    | 25.                              |
| Letnie Igrzyska Paraolimpijskie 1996 | 5     | 2       | 3       | 10    | 29.                              |
| Letnie Igrzyska Paraolimpijskie 2000 | 4     | 5       | 14      | 23    | 32.                              |
| Letnie Igrzyska Paraolimpijskie 2004 | 1     | 8       | 10      | 19    | 46.                              |
| Letnie Igrzyska Paraolimpijskie 2008 | 1     | 0       | 5       | 6     | 49.                              |
| Letnie Igrzyska Paraolimpijskie 2012 | 2     | 6       | 6       | 14    | 38.                              |
| Letnie Igrzyska Paraolimpijskie 2016 | 1     | 8       | 9       | 18    | 47.                              |

### Zimowe igrzyska paraolimpijskie
| Igrzyska                             | Złote | Srebrne | Brązowe | Razem | Pozycja w klasyfikacji medalowej |
| Zimowe Igrzyska Paraolimpijskie 2002 | 0     | 0       | 0       | 0     | -                                |
| Zimowe Igrzyska Paraolimpijskie 2006 | 0     | 0       | 0       | 0     | -                                |
| Zimowe Igrzyska Paraolimpijskie 2010 | 0     | 0       | 0       | 0     | -                                |
| Zimowe Igrzyska Paraolimpijskie 2018 | 0     | 0       | 0       | 0     | -                                |